# Robert Bilott
Robert Bilott, né le 2 août 1965, est un avocat américain spécialisé en environnement de Cincinnati dans l'Ohio. Bilott est connu pour les poursuites contre DuPont au nom des plaignants de Virginie-Occidentale. Bilott a passé plus de vingt années à plaider contre le déversement dangereux des produits chimiques acide perfluorooctanoïque (APFO) et acide perfluorooctanesulfonique (PFOS).

## Biographie

### Jeunesse
Né en 1965, Bilott est le petit-fils d'Alma Holland White qui vit à Vienna en Virginie-Occidentale. Son père sert dans l'US Air Force et Bilott passe son enfance sur plusieurs bases de l'armée de l'air. Il fréquente huit écoles avant d'obtenir son diplôme de l'école secondaire Fairborn à Fairborn, dans l'Ohio.
En 1987, Bilott obtient une licence ès arts en sciences politiques et études urbaines du New College of Florida. En 1990, Bilott obtient un Juris Doctor, (diplôme professionnel délivré dans les pays anglo-saxons et sanctionnant deux à trois années post-licence d'étude du droit) de l'université d'État de l'Ohio,.

### Carrière
En 1990, Bilott est admis au barreau de l'Ohio. Il pratique le droit chez Taft Stettinius & Hollister LLP à Cincinnati, dans l'Ohio. En 1998, Bilott devient associé de l'entreprise. Il représentait initialement un fermier de Parkersburg en Virginie-Occidentale dont le bétail périssait. En août 2001, Bilott dépose un recours collectif contre le groupe chimico-industriel DuPont. En 2016, il rejoint le conseil d'administration de la Next Generation Choices Foundation (alias Less Cancer) « pour soutenir sa mission de défense de l'éducation et des politiques qui aideront à prévenir le cancer ». En 2017, il remporte un accord de 671 millions de dollars de DuPont au nom de plus de 3 500 plaignants en Virginie-Occidentale.
En 2018, Bilott dépose un recours collectif qui « demande réparation au nom d'un groupe national de tout le monde aux États-Unis » contre 3M, DuPont et Chemours. Son litige contre DuPont et 3M est en cours depuis mai 2019. En 2019, Bilott écrit un mémoire détaillant l'affaire, Exposure, publié par Atria en 2019, et son histoire sert de base à Dark Waters, un film de 2019 mettant en vedette Mark Ruffalo dans le rôle de Bilott.

### Vie sociale
En 1996, Bilott épouse Sarah Barlage. Ils ont trois enfants.

## Auteur
Robert Bilott est l'auteur du mémoire Exposure: Poisoned Water, Corporate Greed and One Lawyer’s Twenty-Year Battle Against DuPont, publié en 2019 par Atria Books.

## Prix et reconnaissance
- 2005 : Avocat de l'année. Présenté par The Trial Lawyers For Public Justice Foundation[3].

- 2006 : Super Lawyer Rising Star. Sélectionné par le magazine Cincinnati[3].

- 2008 : Top 100 des meilleurs avocats de première instance de l'Ohio. Nommé par l'American Trial Lawyers Association[3].
- 2016 : Rejoint le conseil d'administration de la Next Generation Choices Foundation (alias Less Cancer) « pour soutenir sa mission de défendre l'éducation et les politiques qui aideront à prévenir le cancer »[11].

- 2017 : Prix Right Livelyhood. Présenté par The Right Livelyhood Foundation (1er décembre 2017)[1],[12].

- 2019 : Avocat de l'année en litiges - Environnement. Nommé par le Best Lawyer[13].